# 39875 Matteolombardo
39875 Matteolombardo è un asteroide della fascia principale. Scoperto nel 1998, presenta un'orbita caratterizzata da un semiasse maggiore pari a 2,2932949 au e da un'eccentricità di 0,0964404, inclinata di 7,23317° rispetto all'eclittica.
L'asteroide è dedicato all'astronomo amatoriale italiano Matteo Lombardo.